# Departementet för Kejsarinnan Marias Institutioner

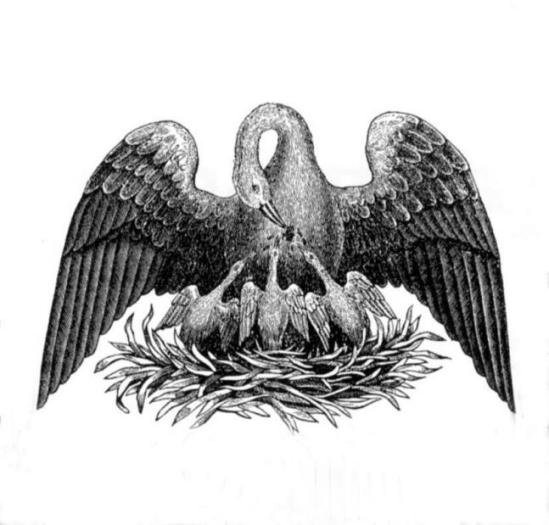
Emblem.

Departementet för Kejsarinnan Marias Institutioner var Kejsardömet Rysslands kejserliga departement för välgörenhet och den fjärde avdelningen av "Hans Kejserliga Majestäts Eget Kansli" mellan 1828 och 1917.

## Historik
Myndigheten fick sitt namn efter änkekejsarinnan Maria Fjodorovna, som bedrev en omfattande välgörenhet under sin tid som kejsarinna och änkekejsarinna. Hon förenade sitt barnhem i Moskva med Sankt Petersburgs barnhem 2 maj 1797. Det blev början till ett samordnat välgörenhetsorgan som inkluderade en mängd olika kejserliga filantropiska organisationer; barnhem, vård för invalider, för blinda och döda, utbildning för kvinnor och barn, fattighus och sjukhus, många av dem grundade av Maria Fjodorovna. 
Vid Maria Fjodorovnas död 1828 inkorporerades hennes välgörenhetsprojekt i "Hans Kejserliga Majestäts Eget Kansli", och fick namnet "Departementet för Kejsarinnan Marias Institutioner". Det fick år 1880 namnet  "Hans Kejserliga Majestäts Eget Kansli för Kejsarinnan Marias Institutioner". Det blev tradition för Rysslands kejsarinnor att bli överhuvud för departementet. Efter Marias död 1828 stod det i tur och ordning under beskydd av kejsarinnorna Alexandra Feodorovna, Maria Alexandrovna och Maria Feodorovna.
Myndigheten avskaffades efter ryska revolutionen 1917. 